# Starogard Łobeski
Starogard Łobeski – nieczynny przystanek kolejowy w Starogardzie, w powiecie łobeskim, w województwie zachodniopomorskim, w Polsce.